# Henares (métro de Madrid)
Henares est une station de la ligne 7 MetroEste du métro de Madrid, en Espagne. Elle est établie sous l'avenue d'Algorta, près du rond-point à l'intersection avec la route de Mejorada et l'avenue de Zarauz, dans la commune de San Fernando de Henares. Elle doit son nom à la rivière qui arrose celle-ci.

## Situation sur le réseau
La station se situe entre Jarama au nord, en direction de Estadio Metropolitano, et Hospital del Henares au sud-ouest.  Située en zone tarifaire B1, elle fait partie du MetroEste, section orientale de la ligne 7.

## Histoire
La station est mise en service le 5 mai 2007, lors de l'ouverture depuis Estadio Metropolitano du MetroEste dont elle constitue alors le terminus au sud-est. Le 11 février 2008, une extension de la ligne est ouverte jusqu'à la station Hospital del Henares, sur la commune voisine de Coslada. 

## Services aux voyageurs

### Accès et accueil
L'accès à la station s'effectue par un édicule entièrement vitré de forme rectangulaire qui s'élève sur une petite place à côté du rond-point, équipé d'escaliers, d'escaliers mécaniques et d'ascenseurs.

### Intermodalité
La station est en correspondance avec la ligne n°1 du réseau urbain de Coslada-San Fernando et les lignes d'autobus interurbains n°280, 281, 282, 284, 285 et 288, toutes exploitées par l'opérateur ETASA.